# Ichthyosauriformes
De Ichthyosauriformes zijn een groep uitgestorven zeereptielen, behorend tot de Ichthyosauromorpha, die leefde tijdens het Mesozoïcum.
In 2014 concludeerde Ryosuke Motani dat het mogelijk was een stamklade te definiëren voor de Ichthyopterygia, nu er voor het eerst voor deze een duidelijke zustergroep was vastgesteld, de Hupehsuchia, binnen een omvattende Ichthyosauromorpha. De stamklade Ichthyosauriformes werd door hem gedefinieerd als de groep bestaande uit alle Ichthyosauromorpha die nauwer verwant zijn aan Ichthyosaurus communis dan aan Hupehsuchus nanchangensis. Hun synapomorfieën omvatten het bezit van een lang neusbeen dat naar voren toe tot voorbij het neusgat reikt; grote scleraalringen die de hele oogkas vullen; een in bovenaanzicht smalle snuit; en vingers en tenen die naar elkaar toe lopen met een geringe tussenafstand.
De Ichthyosauriformes ontstonden op het laatst tijdens het Vroeg-Trias, ongeveer 250 miljoen jaar geleden; de laatst bekende vormen leefden in het Midden-Krijt. Een basale ichthyosauriform is Cartorhynchus; meer afgeleide soorten zijn lid van de Ichthyopterygia die weer de Ichthyosauria omvatten. Alle ichthyosauriformen zijn zeebewoners met grote ogen.
De positie van de Ichthyosauriformes in de evolutionaire stamboom kan weergegeven worden met het volgende kladogram:
|                    | Hupehsuchia                                                       |
|                    |                                                                   |
| Ichthyosauriformes | \| \| Cartorhynchus \| \| \| \| \| \| Ichthyopterygia \| \| \| \| |
|                    | \| \| Cartorhynchus \| \| \| \| \| \| Ichthyopterygia \| \| \| \| |
|                    | Cartorhynchus                                                     |
|                    |                                                                   |
|                    | Ichthyopterygia                                                   |
|                    |                                                                   |

|  | Cartorhynchus   |
|  |                 |
|  | Ichthyopterygia |
|  |                 |